# P̂
P̂ (minuskule p̂) je speciální písmeno latinky. Nazývá se P se stříškou. Jedná se o uměle modifikované písmeno Unicode, nepoužívá se v žádném jazyce, používá se především v různých matematických vzorcích. Ve fyzice se znak {\displaystyle {\hat {p}}} používá zejména v kvantové mechanice, kde označuje operátor hybnosti (písmenem {\displaystyle p} se tradičně označuje hybnost a stříška se obecně používá pro označení operátorů).
V Unicode má majuskulní tvar kód U+0050 U+0302 a minuskulní U+0070 U+0302.